# Storm
«Storm» — шостий студійний альбом норвезького метал-гурту Theatre of Tragedy. Реліз відбувся 24 березня 2006 року. Перший альбом за участю співачки Нелль Сігланд.

## Список композицій
| #   | Назва                                                         | Тривалість |
| --- | ------------------------------------------------------------- | ---------- |
| 1.  | «Storm»                                                       | 3:46       |
| 2.  | «Silence»                                                     | 3:47       |
| 3.  | «Ashes and Dreams»                                            | 4:06       |
| 4.  | «Voices»                                                      | 3:30       |
| 5.  | «Fade»                                                        | 5:58       |
| 6.  | «Begin and End»                                               | 4:27       |
| 7.  | «Highlights» (бонусний трек обмеженого видання)               | 4:00       |
| 8.  | «Senseless»                                                   | 4:33       |
| 9.  | «Exile»                                                       | 4:02       |
| 10. | «Disintegration»                                              | 4:48       |
| 11. | «Debris»                                                      | 5:03       |
| 12. | «Beauty of Deconstruction» (бонусний трек обмеженого видання) | 4:57       |
| 13. | «Storm (Tornado Mix)» (бонусний трек обмеженого видання)      | 5:23       |

## Учасники запису
- Раймонд Іштван Рохоній — чоловічий вокал
- Нелль Сігланд — жіночий вокал
- Френк Клауссен — електрогітара
- Вегард Торсен — гітари
- Лоренц Аспен — клавіші
- Хайн Фрод Хансен — ударні